# Iliass el Hadioui
Iliass El Hadioui (1983) is  socioloog. Hij heeft vwo gedaan in Vlaardingen en heeft later zowel zijn bachelor als master in de sociologie op de Erasmus Universiteit cum laude behaald. Hij is docent aan de Erasmus Universiteit in Rotterdam aan het Department of Psychology, Education and Child. Verder bekleedt El Hadioui diverse posities op het gebied van (stads)sociologie en onderwijs. In 2019 is hij als jongste raadslid benoemd in de hoogste adviesraad voor het onderwijs de Onderwijsraad, hij was tevens onderzoeksleider aan de afdeling Sociologie van de Vrije Universiteit van Amsterdam en gastwetenschapper aan de Universiteit van Antwerpen. Hij is een veelgevraagd spreker op grote onderwijscongressen zoals bij ResearchED en het NIVOZ. 
El Hadioui is ontwikkelaar van het verbetercultuur- professionaliseringsprogramma ‘De Transformatieve School’ en verbonden aan het Groeifonds-consortium Ontwikkelkracht (ministerie OC&W). El Hadioui schreef meerdere boeken zoals Hoe de straat de school binnendringt (2011), over de invloeden en gevolgen van conflicten tussen de codes binnen diverse leefwerelden waarin (stedelijke) jongeren moeten navigeren, Switchen en Klimmen (2019) en Grip op de mini-samenleving (2022).  